# Viola Amherd
Viola Amherd (Briga-Glis, 7 de junho de 1962) é uma política suíça, membro do Conselho Federal da Suíça de 1 de janeiro de 2019 a 31 de março de 2025. Amherd também ocupou o cargo de Ministra da Defesa, sendo a primeira mulher a ocupar este cargo. Amherd também ocupou o cargo de Presidente do Conselho Federal da Suíça para o ano de 2024.
Amherd é filiada ao Partido Democrata Cristão.